# Апостольский нунций в Марокко
Апостольский нунций в Королевстве Марокко — дипломатический представитель Святого Престола в Марокко. Данный дипломатический пост занимает церковно-дипломатический представитель Ватикана в ранге посла. Апостольская нунциатура в Марокко была учреждена на постоянной основе в 1976 году. Её резиденция находится в Рабате.
В настоящее время Апостольским нунцием в Марокко является архиепископ Альфред Ксереб, назначенный Папой Франциском 8 декабря 2023 года.

## История
Апостольская нунциатура в Марокко была учреждена в 1976 году. Резиденцией апостольского нунция в Марокко является Рабат — столица Марокко.

## Апостольские нунции в Марокко

### Апостольские про-нунции
- Санте Порталупи, титулярный архиепископ Кристополи — (1976 — 15 декабря 1979 — назначен апостольским нунцием в Португалии);
- Бернар-Анри-Рене Жакелен, титулярный архиепископ Аббира Великого — (20 марта 1986 — 22 мая 1993, в отставке).

### Апостольские нунции
- Доменико Де Лука, титулярный архиепископ Теглаты Нумидийской — (22 мая 1993 — 17 июля 2003, в отставке);
- Антонио Соццо, титулярный архиепископ Конкордии — (17 июля 2003 — 16 сентября 2015, в отставке);
- Вито Ралло, титулярный архиепископ Альбы Нумидийской — (12 декабря 2015 — 30 июня 2023, в отставке).
- Альфред Ксереб, титулярный архиепископ Амантеи — (8 декабря 2023 — по настоящее время).